# Sténographie
Cet article concerne l'écriture abrégée. Pour l'art de la dissimulation, voir Stéganographie.
 (février 2022).

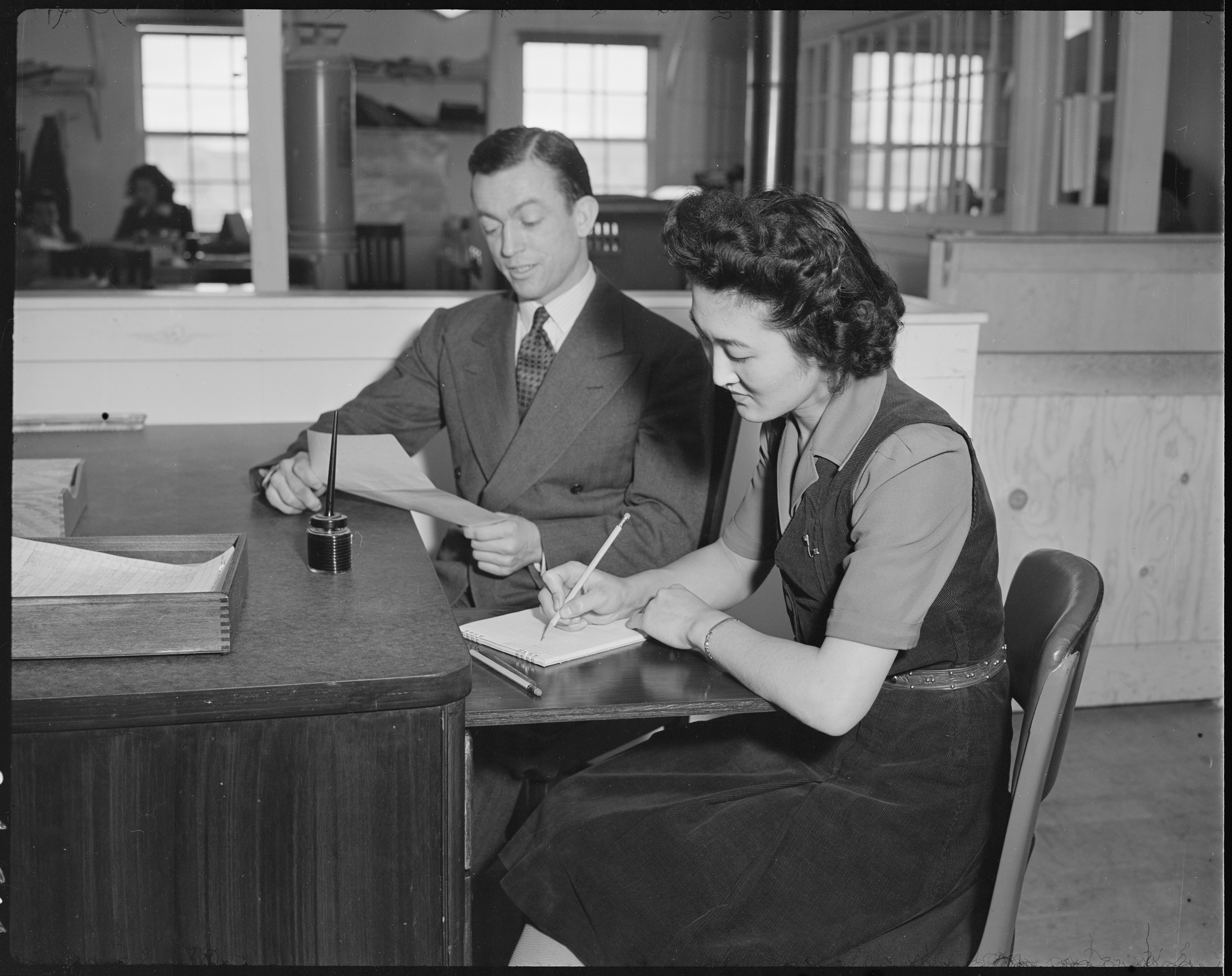
Un employé dictant un texte à une sténographe (1943).

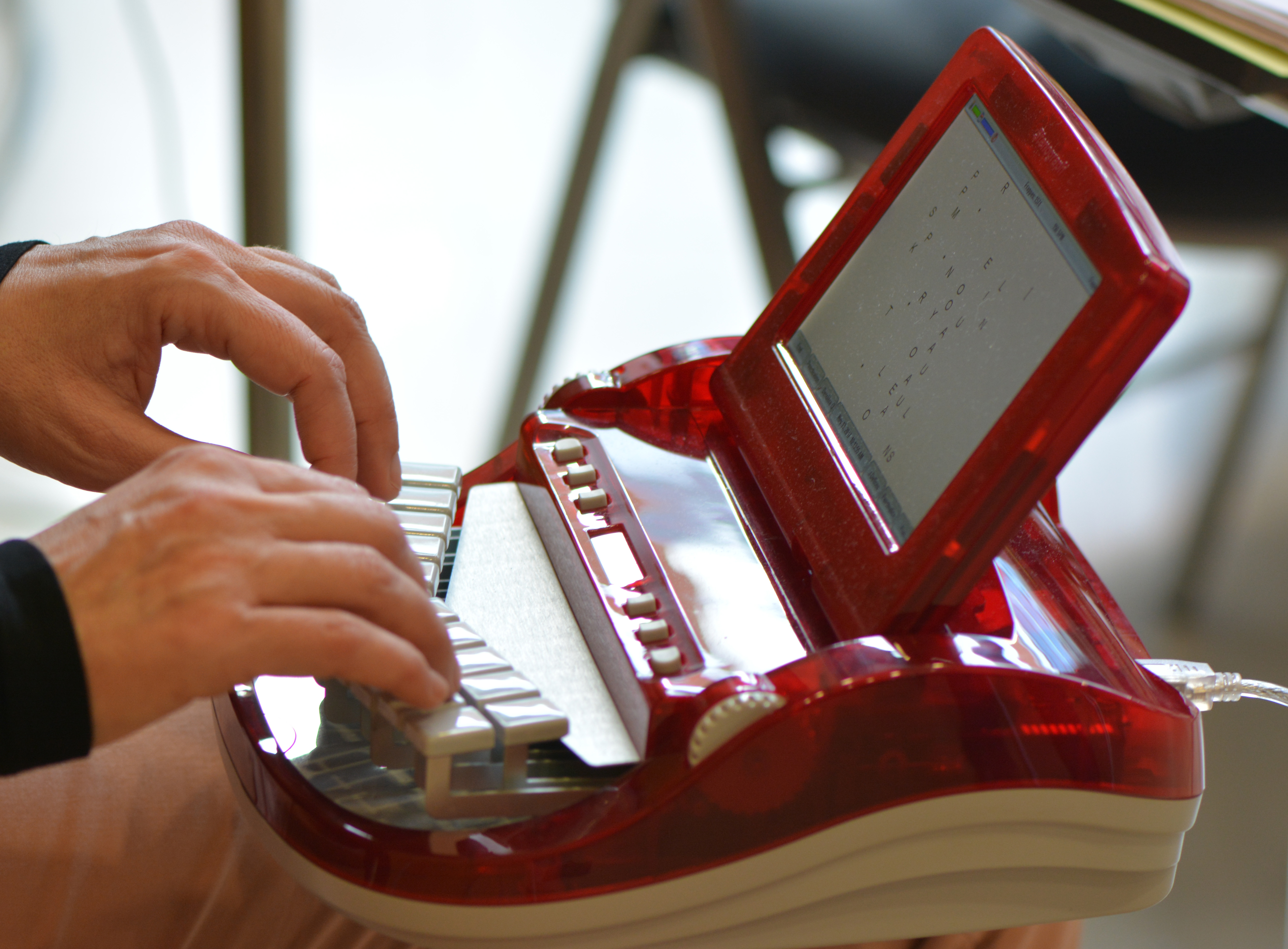
Sténographe, utilisé par un sténotypiste.

La sténographie (du grec ancien στενός / stenόs (« étroit », « resserré », « court ») et γραφή / graphế (« écriture »)) est un procédé de tachygraphie (du grec ancien ταχύς / takhús  (« rapide ») et γραφή / graphế (« écriture »)). C'est « l'art de se servir de signes conventionnels pour écrire d’une manière aussi rapide que la parole ». Plusieurs méthodes de sténographie existent, différentes en fonction des langues, le principe étant de choisir de nouveaux signes adaptés à une retranscription phonétique du discours, et d'y associer divers procédés de  simplification et d'abréviation dans un esprit comparable à ce qui se fait dans le langage SMS.

## Origine
Issus d'un même besoin (écrire rapidement et si possible à la vitesse de la parole), les systèmes d'écriture rapide remontent à fort longtemps.
Selon les écrits de Diogène Laërce, les premières traces remonteraient à 405 av. J.-C., date à laquelle Xénophon aurait usé de sténographie pour transcrire les discours de Socrate.
Les paléographes classent l'écriture hiératique et démotique comme des tachygraphies, car elles permettaient aux scribes d'écrire rapidement en simplifiant les hiéroglyphes et étaient utilisées dans l'administration (correspondances, remboursements de dettes, notes de blanchisserie, bordereaux de livraison), mais aussi dans le domaine culturel (textes littéraires ou scientifiques).
En 63 av. J.-C., Tiron (Marcus Tullius Tiro), esclave de Cicéron, s'inspirant des notes grecques, inventa sa propre méthode de sténographie. Ses prises de notes ont été conservées. Tout d'abord, Tiron n'abrégeait que les mots les plus populaires en utilisant des indices de contexte. Puis il améliora sa méthode en abrégeant les phrases ou expressions les plus communes ; le résultat est appelé notes tironiennes.

## Moyen Âge
En Europe, au Moyen Âge, les scribes employaient des abréviations dans leurs manuscrits. Ils utilisaient des majuscules initiales comme sigles, contractions de plusieurs mots, mots coupés dans la syllabe initiale, morceaux synthétiques de longues phrases d'utilisation conventionnelle, ainsi que points et accents à diverses hauteurs. Toutes ces ressources constituaient autant de systèmes d'écriture abrégée, dont la fonction n'était pas toujours d'accélérer l'écriture. Il s'agissait parfois de respecter la forme logographique habituelle d'un mot (exemples : « sca » pour « sancta », « nra » pour « nostra », etc.).
Selon Ausone et Sidoine, la sténographie était toujours utilisée au Ve siècle. On trouve des preuves un peu partout, comme dans des circulaires de Charlemagne (748 - 815) envoyées aux religieux dans les écoles presbytérales : « Et que des écoles soient fondées qui enseignent la lecture aux enfants. Qu'ils apprennent les psaumes, la  sténographie, le chant, la grammaire (…) ». L'utilisation des notes tironiennes est largement attestée au moins jusqu'au IXe siècle : on en trouve dans plusieurs manuscrits, notamment dans celui des « formules impériales », produit dans l'entourage de l'empereur Louis le Pieux. Les notes tironiennes pouvaient servir à écrire des textes entiers, comme des lettres. Les signes les plus courants étaient fréquemment utilisés, en commun avec les caractères latins.
Le Lexicum diplomaticum de Johann Ludolf Walther contient des informations sur un certain nombre d'abréviations adoptées pendant le Moyen Âge, mais dépourvues de signes spéciaux. Par la suite sont apparues en Angleterre l'Ars Scribendi Characteribus (1412) de Jewel ainsi qu'un ouvrage de Plymouth qui consistaient en une écriture courante où l'on supprimait des consonnes, et parfois des syllabes entières. Ces systèmes d'écriture rapide ont servi de modèles à l'élaboration des premiers systèmes sténographiques modernes.
Dans de nombreux textes en vieil anglais, on trouve différentes abréviations, telles que ō à la place de ond, ainsi que différents symboles représentant les mots usuels, tels que if, his, nìwlice.
L'Histoire de la sténographie dans l'Antiquité et au Moyen Âge (1908) de Guénin parle de la sténographie au Moyen Âge.

## Âge classique

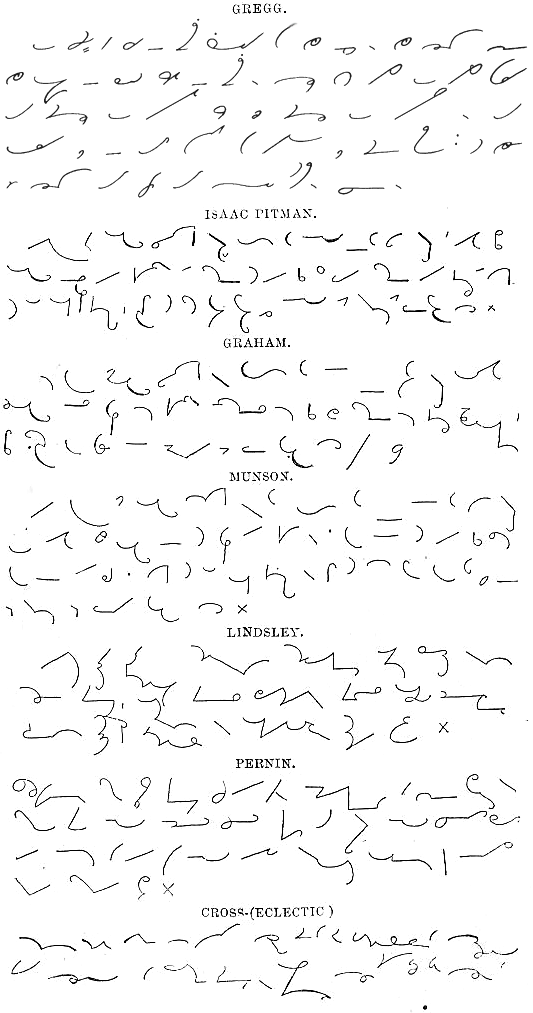
Prière Notre Père écrite avec différentes méthodes : Gregg, Pitman, Graham, Munson, Lindsey, Helen M. Pernin et Cross.

L'Anglais John Willis publie en 1602 le premier traité d'écriture abrégée. Son système géométrique est repris et simplifié par Samuel Taylor, élève de William Williamson, en 1786 et utilisé jusqu'au XIXe siècle. C'est l'ancêtre de la sténographie, les traités de short hand writing systems faisant fureur en Angleterre à partir de la fin du XVIe siècle. Le système géométrique d'écriture abrégée de Willis et Taylor sera ensuite remplacé par plusieurs types nouveaux qui diffèrent selon les pays.

## De la Révolution française auXXesiècle
En France, Jacques Cossard publie en 1651 une Méthode pour écrire aussi vite qu'on parle, mais ce n'est qu'avec la Révolution que la sténographie prend véritablement son essor, un Journal logographique de l'Assemblée nationale étant ainsi créé. Le principe de publicité des débats parlementaires s'impose : la Constitution de 1791, première d’une longue série de lois fondamentales, proclame : « Les délibérations du corps législatif sont publiques, et les procès-verbaux de ses séances sont imprimés ».
Théodore-Pierre Bertin introduit ainsi la méthode de Taylor en l'adaptant au français, dans son Système universel et complet de Sténographie (1792). Des comptes rendus de la Convention nationale sont rédigés, dans un souci de publiciser les débats. Bertin aurait ainsi travaillé pour les Bulletins de l'Assemblée constituante. En 1797, Jean Coulon de Thévenot (1754-1813) propose de créer un Corps de Tachygraphes du Parlement de Paris et publiera Le Tachygraphe à la Convention.
Élève de Bertin, Jean-Baptiste Breton de la Martinière (1777-1852) effectue le compte rendu du procès de Babeuf, marquant l'utilisation de cette technique dans le cadre judiciaire, qui sera popularisée par Aimé Paris (1798-1866). Breton de la Martinière effectua aussi des comptes rendus de cours de savants célèbres, puis entra en 1815 au Journal des débats de Bertin avant de devenir gérant de la Gazette des tribunaux, fondée en 1825. En juin 1789, l'Assemblée constituante crée un Bureau des procès-verbaux, à usage strictement interne et, dès l'an III (1794-1795), Breton et son collègue Igonel proposent à la Convention de créer un Établissement d'un Journal Sténographique des travaux de la Convention. Le compte rendu des débats est interdit après la vague révolutionnaire, avant d'être autorisé à nouveau sous la Monarchie de Juillet, dans un esprit libéral, lié aux lois sur la presse. On substitue toutefois à la pluralité des comptes rendus un compte rendu sténographié officiel, qui sera assuré par Le Moniteur universel, chargé de le redistribuer à la presse. Le Second Empire édulcorera ces comptes rendus officiels jusqu'à leur ôter toute consistance.
En Grande-Bretagne, Sir Isaac Pitman invente en 1837 une sténographie phonétique représentée par des lignes droites et courbes. Défenseur d'une réforme orthographique et diffuseur infatigable de cette nouvelle méthode, qu'il destine à l'alphabétisation et à l'éducation des masses, il popularise la méthode , qui obtient un quasi-monopole, notamment en Angleterre et en Amérique du Nord. En France, en 1860, les frères Duployé mettent au point leur propre système qui se répand, dans une moindre mesure, en Europe occidentale, mais qui vise à des objectifs similaires d'éducation des masses. Jules Grenier vise les instituteurs, et Albert Delaunay, quant à lui, tente de convaincre les élèves de lycées bourgeois de l'utilité de cette méthode pour la prise de notes. En outre, John Robert Gregg propose en 1888 un autre système, géométrique et cursif, qui convainc les États-Unis et le Canada par sa simplicité.
La sténotypie se généralise ainsi pendant la Belle Époque, et dès 1870, se diffuse dans le monde commercial. Au même moment, le métier de sténographe se féminise. Après l'invention de la machine à écrire, le Syndicat général des sténographes et dactylographes est ainsi créé en France en 1889. La sténographie se lie au phénomène de bureaucratisation, tant des États modernes que des entreprises, bientôt entrées dans la révolution du management et des sciences de gestion, qui culminera dans l'invention du taylorisme.
Avec la diffusion de la machine à écrire, la sténographie se voit concurrencée par la sténotypie. Cette dernière invente ses propres systèmes de codification, plus adaptés à la saisie mécanique comme la brévigraphie. Une sténotype se présente sous la forme d'une petite machine à écrire dont le clavier comporte un nombre de touches réduit. Puis apparaît la machine à dicter ou ronéophone, vers 1910. La sténographie continue toutefois à être utilisée dans divers contextes, notamment de prise de notes.

### De nos jours
En France, jusqu'au début du XXIe siècle, la sténographie fut utilisée pour retranscrire, notamment, les débats parlementaires. À l'Assemblée nationale comme au Sénat, les sténographes se tenaient au pied de la tribune de l'orateur et se relayaient toutes les trois minutes, tant que durait le débat. De l'autre côté de la tribune, un sténographe, appelé « réviseur », prenait également l'intervention du ministre ou du parlementaire, en sténographie, mais plus longtemps. Son rôle était de s'assurer que le sténographe (dit « rouleur »), avait bien retranscrit l'allocution et surtout les interruptions qui peuvent venir de l'hémicycle.
Néanmoins, la sténographie a cessé d'être utilisée par les services des comptes rendus des assemblées, qui lui préfèrent désormais des techniques d'enregistrement audiovisuelles. Le premier concours de recrutement des rédacteurs des débats (qui ont remplacé les sténographes des débats) a été ouvert en février 2005.

## Chronologie

### Prémices
- -430 : Xénophon aurait usé de sténographie pour retranscrire les discours de Socrate
- Ier siècle av. J.-C. : notes tironiennes, inspirées de celles de Xénophon
- 1174 : méthode Tilbury, fondée sur celle de Tiron

### Anglophone
- 1588 : méthode Bright
- 1590 : méthode Bales
- 1602 : méthode Willis
- 1641 : méthode Shelton
- 1786 : méthode Taylor
- 1837 : méthode Pitman fondée sur la méthode Taylor
- 1888 : méthode Gregg
- 1896 : méthode Le Jeune fondée sur la méthode Duployé

### Francophone
- 1651 : méthode Cossard
- 1678 : méthode Ramsay fondée sur la méthode Shelton
- 1776 : méthode Coulon de Thévenot, fondée sur les notes tironiennes
- 1792 : méthode Bertin, adaptation française de la méthode Taylor
- 1813 : méthode Conen de Prépean
- 1820 : méthode Aimé Paris, fondée sur les méthodes de Bertin et de Conen de Prépean
- 1828 : méthode Prévost, fondée sur la méthode Bertin
- 1860 : méthode Duployé
- 1871 : méthode Guénin, fondée sur la méthode Aimé Paris, dite méthode Aimé Paris - Guénin
- 1878 : méthode Delaunay, fondée sur la méthode Prévost, dite méthode Prévost - Delaunay
- 1890 : méthode Jules Meysmans
- 1901 : méthode Calay, fondée sur la méthode Aimé Paris

### Autres langues
- 1880 : méthode Ameghino pour l'espagnol, fondée sur la méthode Duployé
- 1888 : méthode Brandt pour le latin
- 1892 : méthode Melin pour le suédois
- 1896 : méthode Le Jeune pour le latin

### Sténotypie
- 1827 : Première sténotype du français Benoît Gonod
- 1863 : Sténotype de Michela-Zucco
- 1876 : L'Américain John Zachos dépose un brevet sur du sténotype à New York
- 1909 : Le Français Marc Grandjean développe un sténotype en France

## Exemple de transcription en méthode Prévost-Delaunay
L'exemple qui suit est fondé sur les Pages françaises (texte sténographique) de Mlles Bellaize et Boucherie, ouvrage utilisé au cours de la première moitié du XXe siècle.
| Un extrait de Les Oberlé, de René Bazin (1901)                                                            |
| --- |
| Prévost Delaunay1.gif                                                                                     |
| À trois pas derrière trottait un épagneul haut sur pattes, efflanqué, fin de museau comme                 |
| Prévost Delaunay2.gif                                                                                     |
| un lévrier, qui paraissait tout gris mais qui était en plein jour feu et café au lait, avec des           |
| Prévost Delaunay3.gif                                                                                     |
| franges de poils sable qui dessinaient la ligne de ses pattes, de son ventre et de sa queue.              |
| Prévost Delaunay4.gif                                                                                     |
| La bonne bête eut l'air de comprendre son maître, car elle continua de le suivre sans faire plus de bruit |
| Prévost Delaunay5.gif                                                                                     |
| que la lune qui glissait sur les aigrettes des sapins.                                                    |

## Rôle de genre et Sténographie
Après la première guerre mondiale, le métier de Sténodactylo alors exclusivement masculin, s'ouvre aux femmes. jusqu'à devenir une profession essentiellement féminine. Ainsi en 1983, 99,3% des secrétaires sténodactylo d'EDF-GDF sont des femmes. La sténographie a permis, des années 20 aux années 70 à de nombreuses femmes d'accéder à un emploi et à la liberté financière.
Ce mode d'écriture alors majoritairement pratiqué par des femmes a alors pu servir à l'écriture de journaux intimes codés.